# Le Vaisseau fantôme volant
« Vaisseau fantôme volant » (japonais : 空⾶ぶゆうれい船 Sora tobu yu:reisen) est un film d'animation japonaise de 1969. Il s'agit d'une adaptation du manga éponyme élaboré par Shotaro Ishinomori, qui fut initialement publié de juillet à août 1961 au sein du magazine mensuel Shōnen. Notable en tant que l'un des premiers films d'animation japonais à rencontrer un succès au box-office soviétique. À la suite de la diffusion de cette animation, une émergence significative des premiers admirateurs soviétiques de l'animation japonaise s'est manifestée au sein de l'Union des Républiques Socialistes Soviétiques (URSS). Il convient de souligner la participation active de Hayao Miyazaki et de son épouse Akemi dans le processus créatif de cet anime. Cette collaboration a non seulement contribué à l'essor du film, mais a également joué un rôle crucial dans l'établissement d'une base solide pour l'appréciation de l'animation japonaise sur les territoires de L’URSS.
Pour plus de détails, voir Fiche technique et Distribution.

## Sujet (plot)
Le récit s'ouvre sur une série de mystérieux naufrages au large des côtes japonaises. Des témoins survivants affirment avoir vu avant la catastrophe un bateau fantôme sous la forme d'une vieille frégate decrepit, mené par un capitaine ayant un visage osseux. Hayato Arashiyama, un jeune adolescent de 13 ans, ses parents et leur chien Jack, se trouvent impliqués dans cette énigme maritime lorsqu'ils partent en excursion en bateau. Lors leur promenade le père de Hayato porte un monologue sur le fait qu’il n'aime pas que son fils boive la boisson gazeuse Boa-Jus, produite par le géant Kuroshio Group, qui possède de nombreuses industries, bien qu'il travaille lui-même comme ingénieur dans l'un des chantiers navals appartenant à Kuroshio. 
La trame narrative prend un tournant tragique lorsque la famille d'Hayato est confrontée à un accident naval impliquant le magnat industriel Kuroshio et sa femme. Hayato et son père se précipitent sur les lieux de l'accident et envoient sa mère chercher de l'aide en ville. Le propriétaire de l'entreprise, M. Kuroshio, et sa femme sont retrouvés dans la voiture. Alors qu'un orage éclate, le père de Hayato leur propose d'attendre dans un manoir abandonné situé à proximité. Là, Hayato et Mme Kuroshio rencontrent un homme en uniforme de capitaine avec un crâne à la place du visage. La dame le reconnaît comme la cause de l’accident. Alors que tout le monde se rassemble dans le hall du manoir, le capitaine apparaît à nouveau, cette fois dans l'air, à l'extérieur de la fenêtre. Il explique qu'il est le propriétaire de la maison qui a été assassiné il y a dix ans. Sa femme et son enfant ont été attirés sur un bateau, incendiés et coulés, en faisant croire à un accident. Le meurtrier n'a pas été puni, et maintenant le bateau fantôme coule les bateaux jusqu'à ce que le capitaine se venge du meurtrier. Le capitaine fantôme disparaît dès que la police arrive sur place.
Quelques jours plus tard, Tokyo est attaquée par un robot destructeur géant, le Golem, se proclamant messager du Vaisseau fantôme. Il ne peut être atteint par les chars, les missiles ou les bombardements aériens, ce qui complique la situation. Semant le chaos dans la ville, il provoque de grandes destructions et de la mort. L'histoire prend une tournure personnelle pour Hayato, avec la mort tragique de ses parents. Sa mère meurt sous les décombres de leur maison, et son père est mortellement blessé, en sauvant Hayato, et meurt plus tard à l'hôpital. Avant son décès, il révèle que Hayato n'est pas son fils. Il y a dix ans Arashiyama l'a découvert attaché à une planche au bord de la mer, ne possédant qu'un médaillon avec la photo de ses parents. Après avoir fait le deuil de ses parents, Hayato obtient un rendez-vous avec Kuroshio et exprime son envie de participer à la destruction du Golem et du Vaisseau Fantôme. Cependant, le chef de l'organisation se moque de lui. Au cours de la conversation, un reportage télévisé montre le Vaisseau Fantôme engageant une bataille aérienne avec le Golem au-dessus de la baie de Tokyo, le coulant. Il devient alors évident que le Golem n'est pas le messager du Vaisseau Fantôme. En l'absence de Kuroshio en voyage d'affaires, Hayato découvre par hasard un passage secret dans sa maison, menant à une base souterraine équipée de nombreux dispositifs militaires et armes, où le Golem est en cours de réparation. Il découvre une salle de réunion avec Kuroshio, des membres du conseil d'administration et des représentants gouvernementaux. Convaincu que le Kuroshio Concern a créé le Golem pour tirer profit de commandes futures, reconstruire des structures détruites, et bien plus encore, Hayato apprend que le Golem était présenté comme un messager du Vaisseau Fantôme par le chef de la défense, Haniwa. Cependant, avec la défaite du Concern, Haniwa devient inutile et est éliminé par Kuroshio, qui le jette dans l'océan. De plus, Hayato découvre que le capitaine du Vaisseau Fantôme n'est pas un fantôme, mais un homme vivant qui s'est mis en opposition à Kuroshio. Cette situation a conduit à l'incendie de son navire. Il réalise également que Kuroshio n'est pas le chef du Concern, mais un mécène appelé Boa, propriétaire de la boisson Boa-Jus, une source lucrative pour lui. Hayato se retrouve confronté à des révélations choquantes sur les véritables motivations de Kuroshio, le géant industriel.
Hayato se précipite vers la police pour partager ce qu'il a observé, mais son récit est accueilli avec scepticisme Les policiers lui révèlent alors qu'il y a eu récemment plusieurs disparitions mystérieuses, laissant derrière elles uniquement des vêtements. Plus tard, dans la rue, Hayato est témoin d'un homme buvant du Boa Jus s'effondrer, subissant des convulsions avant que son corps ne se dissolve. Les hommes de Kuroshio, découvrant Hayato, le conduisent de force à un studio de télévision. Kuroshio, impressionné par la détermination de Hayato à venger la mort de ses parents, lui offre une tribune pour s'adresser au public. Hayato expose Kuroshio et mentionne Boa devant un large auditoire, mais son intervention est interrompue par une publicité pour le jus Boa. Hayato est expulsé de force du studio. Tokyo est alors attaquée par des robots géants en forme de crabes et de mille-pattes émergeant de la mer. L'un des crabes révèle qu'ils sont les messagers de Boa, mécontents que Kuroshio, après avoir libéré le Golem, n'ait pas réussi à détruire le Vaisseau Fantôme et ait divulgué des informations sur Boa, rendant la vie de Kuroshio inutile. Le crabe projette de l'acide sur Kuroshio, le faisant se dissoudre. Hayato et Jack sont pourchassés par l'un des crabes sur le toit d'un gratte-ciel et finissent par chuter. Cependant, un rayon d'énergie provenant d'un vaisseau fantôme flottant dans les airs les atteint, les aspirant à bord, où Hayato est présenté au capitaine.
Le capitaine révèle à Hayato que les navires qu'il a coulés appartenaient au groupe Kuroshio et transportaient des armes du Japon vers d'autres pays. Il explique également que Kuroshio n'est qu'un pion dans un jeu orchestré par quelqu'un d'autre : un individu se faisant passer pour un bienfaiteur, Boa, qui veut soumettre le monde entier. Boa se trouve dans une base sous-marine et semble avoir été créé par des humains. Le capitaine, révélant sa véritable identité humaine, explique qu'il a survécu il y a 10 ans en portant un masque pour dissimuler les brûlures sur son visage. Il présente ensuite à Hayato les fonctionnalités avancées du vaisseau, équipé d'un réacteur nucléaire, d'un moteur anti-gravité, ainsi que d'un arsenal comprenant des missiles, des lasers et des canons magnétiques. Pendant que le capitaine montre à Hayato la cabine du navigateur, ce dernier est accidentellement exposé à du Boa-Jus, entraînant un empoisonnement. Bien qu'il soit secouru à temps, Hayato, en s'effondrant sur le tableau de bord, désactive involontairement l'unité d'absorption des ondes radar, exposant le navire à une attaque imminente. Des machines volantes Boa, équipées de canons laser, attaquent le vaisseau qui tombe dans la mer, touchant le fond. Bien que l'enceinte de confinement reste intacte, l'anti-gravité est désactivée.
Après avoir repris conscience, Hayato constate qu'il ne reste que quatre survivants à bord : lui-même, le capitaine, le médecin du navire et un membre d'équipage, Ruriko, du même âge que Hayato. Le capitaine, légèrement traumatisé et handicapé, révèle son visage sans masque pour la première fois. Hayato est surpris de reconnaître son propre père, lorsqu'il examine la photo, dont le mourant Arashiyama lui avait parlé. À son réveil, le capitaine, identifiant Hayato comme son fils, lui annonce qu'il a réussi à le sauver, mais que malheureusement, sa mère est décédée. Ruriko informe Hayato de sa capacité à piloter le vaisseau et lui propose un plan audacieux : attaquer la base Boa en percutant la forteresse, provoquant ainsi l'explosion du réacteur nucléaire et détruisant la forteresse, ainsi que Boa. Bien que Hayato n'approuve pas totalement ce plan, il accepte finalement l'idée de Ruriko après avoir vu la chaussure de la mère adoptive morte que Jack transporte dans son sac.
Simultanément, un tank abandonné est montré en train de rouler dans les rues du Tokyo, car tout l'équipage qui s'y trouvait a été dissous par le jus de Boa. En route vers la forteresse Boa, le vaisseau subit des dommages causés par des mines sous-marines, un sprite robot géant et les défenses extérieures de la base Boa elle-même. Malgré les attaques incessantes, Hayato et Ruriko dirigent le vaisseau en mode "avant toute", sous le feu de l'artillerie sous-marine. Le vaisseau commence à couler mais parvient toujours à pénétrer le périmètre défensif, s'apprêtant à entrer dans la base. Au dernier moment, le capitaine apparaît dans la salle de contrôle, donnant à Hayato le dernier ordre sur le vaisseau fantôme : éjecter immédiatement la cabine du navigateur. Le vaisseau s'enfonce dans la base et explose, tandis que les crabes robots dans les rues de la ville s'éteignent et tombent des bâtiments. Pendant un bref instant, Boa lui-même, une créature marine gigantesque, émerge de la base avant de se dissimuler dans ses profondeurs, laissant son fin indéterminé.

Le capitaine retourne dans sa maison abandonnée. Hayato et Ruriko partent naviguer dans la baie de Tokyo à bord d'un voilier. Jack, quant à lui, laisse tomber son sac dans l'eau. Bien que contrarié de perdre son contenu, Jack reçoit la promesse des enfants de lui acheter non seulement un nouveau sac, mais aussi un nouveau collier.

## Personnages
Hayato Arashiyama (Jap. 嵐⼭隼⼈) est le personnage principal de l'histoire, un jeune garçon qui a perdu sa famille à cause de ce qu'il croit être une attaque d'un vaisseau fantôme.  
Voix (Seiyu) : Masako Nozawa.
Ghost Captain (Jap. ゆうれい船⻑ - yu:rei-sentyo :) est le capitaine du Ghost Ship, prétendant être un fantôme, mais révélant être le véritable père de Hayato. Il dirige le vaisseau fantôme avec une mission de vengeance contre le meurtrier qui a causé la mort de sa famille. Son personnage apporte des éléments mystiques à l'intrigue.  
Voix (Seiyu) : Goro Naya.
Les Arashiyama (嵐⼭) sont un couple marié qui adopte Hayato. Le beau-père, ingénieur naval, et la mère trouvent une fin tragique lors de l'attaque du Golem. Ils constituent le point de départ de l'histoire tragique d'Hayato.
Voix (Seiyu) : Akira Nagoya (beau-père).
Kuroshio (Jap. 黒潮) sont un couple marié. M. Kuroshio est à la tête de la société éponyme, est le complice caché de Boa qui se fait passer pour un bienfaiteur. Le nom de famille se traduit en japonais par "courant sombre (noir)", reflète la nature obscure de ses activités. Il est mentionné que le fils du couple, de l'âge de Hayato, est mort. Seiyuu de la femme : Kyoko Satomi.
Voix (Seiyu) : Akio Tanaka (M. Kuroshio), Kyoko Satomi (épouse de Kuroshio).
Haniwa (Jap. 埴輪) est le chef de la défense au sein du Kuroshio Concern, un subordonné du chef de l'entreprise. Son échec avec le Golem conduit à sa propre mort aux mains de Kuroshio. Son rôle souligne les conflits internes au sein de l'organisation.
Voix (Seiyu) : Kosei Tomita.
Ruriko (Jap. ルリ⼦) est une orpheline à bord du vaisseau fantôme qui devient l'amie de Hayato. Ruriko joue un rôle clé en encourageant Hayato à attaquer la forteresse de Boa, déclenchant ainsi des événements cruciaux dans le dénouement de l'histoire.
Voix (Seiyu) : Yukiko Okada.
Ito, Kato, Sato sont d'autres membres du groupe, liés au Kuroshio Concern.

## Créateurs
Scénario : Hiroshi Ikeda, Masaki Tsuji
Directeur de la photographie : Hiroshi Ikeda
Directeur de l'animation : Yoichi Kotabe
Concepteurs de la production : Reiko Okuyama, Tadao Kikuchi
Artistes : Hayao Miyazaki, Isamu Tsuchida
Animateurs : Noboru Sego, Takanobu Usuda, Takao Kurosawa, Koichi Tsunoda
Directeur de la photographie : Yukio Katayama
Compositeur : Takao Onozaki
Producteur : Hiroshi Okawa
Cette page contient des caractères spéciaux ou non latins. S’ils s’affichent mal (▯, ?, etc.), consultez la page d’aide Unicode.

## L'URSSà l'égard de l’animation japonaise
Dans les années 60, les censeurs soviétiques déterminaient ce qui était autorisé à être diffusé. Seulement les films et dessins animés qui correspondent à l'agenda politique sont autorisés. Ce dessin animé est le premier à entrer en URSS. Pour cette raison, certaines scènes, en particulier les scènes violentes, ont été coupées ou redessinées. La version originale étendue est aujourd'hui introuvable. Les communistes ont trouvé avantageux de présenter, à travers ce dessin animé, la vision déplorable du capitalisme. C'est pourquoi ce dessin animé a été diffusé au cinéma pendant plus de 10 ans, puis à la télévision.